# 流星ひとつ
流星ひとつ（りゅうせいひとつ）は、沢木耕太郎が著した2013年10月に新潮社から出版されたノンフィクション作品である。

## 概要
1979年末、引退を決意した藤圭子へのインタヴューを纏めた内容。一度は封印されたが、33年の時を隔て出版された。 